# Guan Xiaotong
Guan Xiaotong, anche nota con il nome Gabrielle Guan o  Traey Miley (Pechino, 17 settembre 1997), è un'attrice e cantante cinese.
Nota come "Figlia della nazione" in Cina, Guan è considerata una delle "quattro attrici Dan della generazione dopo gli anni Novanta" (90后四小花旦S) insieme a Zheng Shuang, Zhou Dongyu e Yang Zi.

## Biografia
Guan nasce da una famiglia di attori a Pechino: suo padre Guan Shaoceng era un attore e sua nonna interpretava l'opera popolare. Sin da giovane, la famiglia incoraggiò la sua passione per le arti, e debuttò come attrice all'età di quattro anni nel film Nuan.
Nel 2016, Guan fu ammessa alla Beijing Film Academy dopo essersi classificata prima ai test d'ingresso.

## Carriera
Guan attirò l'attenzione per la prima volta nel 2003 nel film Nuan, adattato da una storia breve di Mo Yan, che fu accolto positivamente in Cina e Giappone. Salì alla ribalta come attrice bambina grazie al film di Chen Kaige The Promise, dove interpretò la versione giovane del personaggio di Cecilia Cheung. In seguito arricchì la sua filmografia partecipando ad altri lungometraggi e anche a serie televisive.
La sua popolarità crebbe nel 2014 grazie alla serie televisiva Dazhangfu, che registrò alti indici di ascolto. Recitò anche in Yi pu er zhu, che le valse in premio di Miglior attrice secondaria al Hengdian Film and TV Festival. In seguito alla messa in onda delle due serie, Guan fu soprannominata "Figlia della nazione" dai media cinesi.
Nel 2015, Guan prese parte al film Zuo er e vinse il premio Attrice più promettente ai Gold Aries Award tenuti dal Macau International Movie Festival. Lo stesso anno pubblicò anche il suo primo album discografico, Eighteen.
Nel 2016, recitò nel dramma familiare Da cuoche e nella serie romantica Hao xiansheng, entrambe successi di ascolti in Cina, e Guan vinse il premio Miglior attrice secondaria al Shanghai Television Festival per la sua performance nella seconda serie. Ottenne anche il suo primo ruolo da protagonista adulta nella serie fantasy Jiuzhou - Tiankong cheng, vincendo il premio Miglior attrice alla settima edizione del Macau International Television Festival.

## Filmografia

### Cinema
- Jingxindongpo (惊心动魄S) (2003)
- Nuan (暖S) (2003)
- Hong shan yu (红山雨S) – cameo (2005)
- Dianying wangshi (电影往事S) (2005)
- The Promise (无极S) (2005)
- Wei you chengnuo liu wo xin (唯有承诺留我心S) (2006)
- Xiaotian jin cheng (小田进城S) (2008)
- Jiu wo (救我S) (2008)
- Ci ling (刺陵S) (2009)
- Chun lei zhanfang (春蕾绽放S) (2010)
- Feichengwurao 2 (非诚勿扰2S) (2010)
- Xiatian de la hua (夏天的拉花S) – cameo (2011)
- Huapi 2 (画皮2S) (2012)
- Tianji fu chun shanju tu (天机·富春山居图S) (2013)
- Zhiming shan wan (致命闪玩S) (2013)
- Siren ding zhi (私人订制S) (2013)
- Zuo er (左耳S) (2015)
- Luoke wangguo 4 - Chufa! Juren gu (洛克王国4：出发！巨人谷S) (2015)
- Langman tian jiang (浪漫天降S) (2015)
- Huaidan bixu si (坏蛋必须死S) – cameo (2015)
- Jian jun daye (建军大业S) (2017)
- Yi zhi hunyue (一纸婚约S) (2018)
- Ying (影S), regia di Zhang Yimou (2018)

### Televisione
- Yan hai fuchen diqu (烟海浮沉地区S) – serie TV (2001)
- Shengsi yixian (生死一线S) – serie TV (2003)
- Bu qi jinsheng (不弃今生S) – serie TV (2003)
- Wutong xiangsi yu (梧桐相思雨S) – serie TV (2004)
- Shengming shuyu renmin (生命属于人民S) – serie TV (2004)
- Zhen'ai yishi qing (真爱一世情S) – serie TV (2004)
- Jia you baobei (家有宝贝S) – serie TV (2004)
- Tie se gaoyuan (铁色高原S) – serie TV (2005)
- Hong yi fang (红衣坊S) – serie TV (2006)
- Gei hunyin fang ge jia (给婚姻放个假S) – serie TV (2006)
- Wennuan (温暖S) – serie TV (2007)
- Wei ai jiehun (为爱结婚S) – serie TV (2007)
- Qipao (旗袍S) – serie TV (2007)
- Zaisheng yuan (再生缘S) – serie TV (2007)
- Ri yue lingkong (日月凌空S) – serie TV (2007)
- Xiaozhe huo xiaqu (笑着活下去S) – serie TV (2007)
- Ai zai lai shi (爱在来时S) – serie TV (2007)
- Jiazhu xiaoqu (家住小区S) – serie TV (2007)
- Hutu xiao tianshi (糊涂小天使S) – serie TV (2008)
- Turan xindong (突然心动S) – serie TV (2008)
- Xingfu hai you duo yuan (幸福还有多远S) – serie TV (2008)
- Jia you ernu xin chuan (家有儿女新传S) – serie TV (2008)
- Feilun piaoyi shaonian (飞轮漂移少年S) – serie TV (2009)
- Dali gongzhu (大理公主S) – serie TV (2009)
- Mi zhan (密战S) – serie TV (2009)
- Gu meng (故梦S) – serie TV (2009)
- Feiting tegong (飞艇特工S) – serie TV (2010)
- Chaguan (茶馆S) – serie TV (2010)
- Jingwei tiandi (经纬天地S) – serie TV (2010)
- Shengsi qiao (生死桥S) – serie TV (2010)
- Wo de zaokang zhi qi (我的糟糠之妻S) – serie TV (2010)
- Guai xia yizhi mei (怪侠一枝梅S) – serie TV (2010)
- Ni shi wo xiongdi (你是我兄弟S) – serie TV (2011)
- Xiang dong shi dahai (向东是大海S) – serie TV (2011)
- Kongzi chunqiu (孔子春秋S) – serie TV (2011)
- Gebi muqin (戈壁母亲S) – serie TV (2011)
- Die zhan shenhai (谍战深海S) – serie TV (2012)
- Ba la la piaoliang Baobei (巴拉拉漂亮寶貝S) – serie TV (2012)
- Tiancai jinhualun (天才进化论S) – serie TV (2012)
- Mazu (妈祖S) – serie TV (2012)
- Tangshan da dizhen (唐山大地震S) – serie TV (2013)
- 101ci gaobai (101次告白S) – webserie (2013)
- Hua fei hua wu fei wu (花非花雾非雾S) – serie TV (2013)
- Fumu aiqing (父母爱情S) – serie TV (2014)
- Dazhangfu (大丈夫S) – serie TV (2014)
- Yi pu er zhu (一仆二主S) – serie TV (2014)
- Lihun jinxing shi (离婚进行时S) – serie TV (2014)
- Jiong ba de aiqing shenghuo (囧爸的爱情生活S) – serie TV (2014)
- Mofa chu lian (魔法触恋S) – webserie (2015)
- Qizi de huangyan (妻子的謊言S) – serie TV (2015)
- Ban Shu chuanqi (班淑傳奇S) – serie TV (2015)
- Laopo daren shi 80 hou (老婆大人是80后S) – serie TV (2015)
- Hui tong de 17 sui (会痛的17岁S) – webserie (2015)
- Laoshi wanshang hao (老师晚上好S) – webserie (2016)
- Da cuoche (搭错车S) – serie TV (2016)
- Women de chunzhen niandai (我们的纯真年代S) – serie TV (2016)
- Xiao zhangfu (小丈夫S) – serie TV (2016)
- Baoxiao xian sen (爆笑先森S) – serie TV (2016)
- Hao xiansheng (好先生S) – serie TV (2016)
- Jiuzhou - Tiankong cheng (九州·天空城S) – serie TV (2016)
- Ni xi zhi xing tu cuican (逆袭之星途璀璨S) – serie TV (2017)
- Xuanyuan jian zhi han zhi yun (轩辕剑之汉之云S) – serie TV (2017)
- Jiguang zhi lian (极光之恋S) – serie TV (2017)
- Feng qiu huang (凤囚凰S) – serie TV (2018)
- Tianmi bao ji (甜蜜暴击S) – serie TV (2018)
- Huo tou jun kezhan (伙头军客栈S) – serie TV (2018)

## Discografia

### Album in studio
- 2015 – Eighteen (Guan Xiaotong Studio)

### Singoli
- 2015 – Princess An Jie Xi (洁西公主)
- 2015 – The Story Between You and Me (关于你和我的故事)
- 2016 – Slow Movement (漫动作) feat. Will Pan
- 2016 – Sunshine in the Eyes (瞳孔里的太阳)
- 2017 – Embracing You (拥抱你)
- 2018 – Flower Day (花日)[17]

### Colonne sonore
- 2016 – Music Dream (音梦) per Jiuzhou - Tiankong cheng
- 2017 – Bright Moon (明月) per Xuanyuan jian zhi han zhi yun
- 2017 – For My 17-year-old Self (给17岁的自己) feat. AA.VV. per Mi guo
- 2017 – Once Again (二次初恋) feat. Wang Yibo per Er ci chulian
- 2017 – You Have Never Left Before (你从来没离开) per Jiguang zhi lian
- 2017 – Don't Fall For Me (别对我动情) feat. Zhu Xiaopeng per Jiguang zhi lian
- 2017 – Where You Want to Go (要去的地方) per Dahufa

## Riconoscimenti
| Anno | Premio                                  | Categoria                       | Opera nominata           | Risultato       |
| ---- | --------------------------------------- | ------------------------------- | ------------------------ | --------------- |
| 2014 | Hengdian Film and TV Festival of China  | Miglior attrice secondaria      | Yi pu er zhu             | Vincitore/trice |
| 2015 | China TV Drama Awards                   | Miglior nuova attrice           | Yi pu er zhu             | Vincitore/trice |
| 2015 | Huading Awards                          | Miglior novellina               | Yi pu er zhu             | Candidato/a     |
| 2016 | Huading Awards                          | Miglior novellina               | Laopo daren shi 80 hou   | Candidato/a     |
| 2016 | Gold Aries Award                        | Attrice più promettente         | Zuo er                   | Vincitore/trice |
| 2016 | Macau International Television Festival | Miglior attrice                 | Jiuzhou - Tiankong cheng | Vincitore/trice |
| 2017 | Huading Awards                          | Miglior attrice (serie storica) | Jiuzhou - Tiankong cheng | Candidato/a     |
| 2017 | Huading Awards                          | Miglior attrice secondaria      | Hao xiansheng            | Candidato/a     |
| 2017 | Shanghai Television Festival            | Miglior attrice secondaria      | Hao xiansheng            | Vincitore/trice |
| 2017 | Chinese Communist Youth League (CCYL)   | Medaglia del 4 maggio           |                          | Vincitore/trice |
| 2017 | Macau International Movie Festival      | Miglior attrice secondaria      | Yi zhi hunyue            | Candidato/a     |